# 広路通
広路通（ひろじとおり）は愛知県名古屋市昭和区にある町名。現行行政地名は広路通1丁目から広路通8丁目。住居表示未実施。

## 地理
名古屋市昭和区の中央部に位置し、東に花見通、西に御器所通、南に広路本町と駒方町と檀渓通、北に川名本町と川原通と花見通と接する。

## 歴史

### 沿革
- 1938年（昭和13年）12月1日 - 昭和区広路町の一部により、同区広路通が成立[1]。
- 1950年（昭和25年）7月15日 - 昭和区広路町の一部を編入する[1]。

## 世帯数と人口
2019年（平成31年）1月1日現在の世帯数と人口は以下の通りである。
| 町丁   | 世帯数  | 人口    |
| ------ | ------- | ------- |
| 広路通 | 728世帯 | 1,355人 |

## 学区
市立小・中学校に通う場合、学校等は以下の通りとなる。また、公立高等学校に通う場合の学区は以下の通りとなる。
| 丁目        | 番・番地等 | 小学校               | 中学校               | 高等学校 |
| ----------- | ---------- | -------------------- | -------------------- | -------- |
| 広路通1丁目 | 全域       | 名古屋市立松栄小学校 | 名古屋市立桜山中学校 | 尾張学区 |
| 広路通2丁目 | 全域       | 名古屋市立広路小学校 | 名古屋市立駒方中学校 | 尾張学区 |
| 広路通3丁目 | 全域       | 名古屋市立広路小学校 | 名古屋市立駒方中学校 | 尾張学区 |
| 広路通4丁目 | 全域       | 名古屋市立広路小学校 | 名古屋市立駒方中学校 | 尾張学区 |
| 広路通5丁目 | 全域       | 名古屋市立広路小学校 | 名古屋市立駒方中学校 | 尾張学区 |
| 広路通6丁目 | 全域       | 名古屋市立広路小学校 | 名古屋市立駒方中学校 | 尾張学区 |
| 広路通7丁目 | 全域       | 名古屋市立広路小学校 | 名古屋市立駒方中学校 | 尾張学区 |
| 広路通8丁目 | 全域       | 名古屋市立広路小学校 | 名古屋市立駒方中学校 | 尾張学区 |

## 交通

### 鉄道
- 名古屋市営地下鉄（名古屋市交通局）
  -  鶴舞線 川名駅

### 道路
- 愛知県道30号関田名古屋線
- 名古屋市道山王線（山王通）

## 施設
- 昭和警察署
- 三十三銀行 広路支店

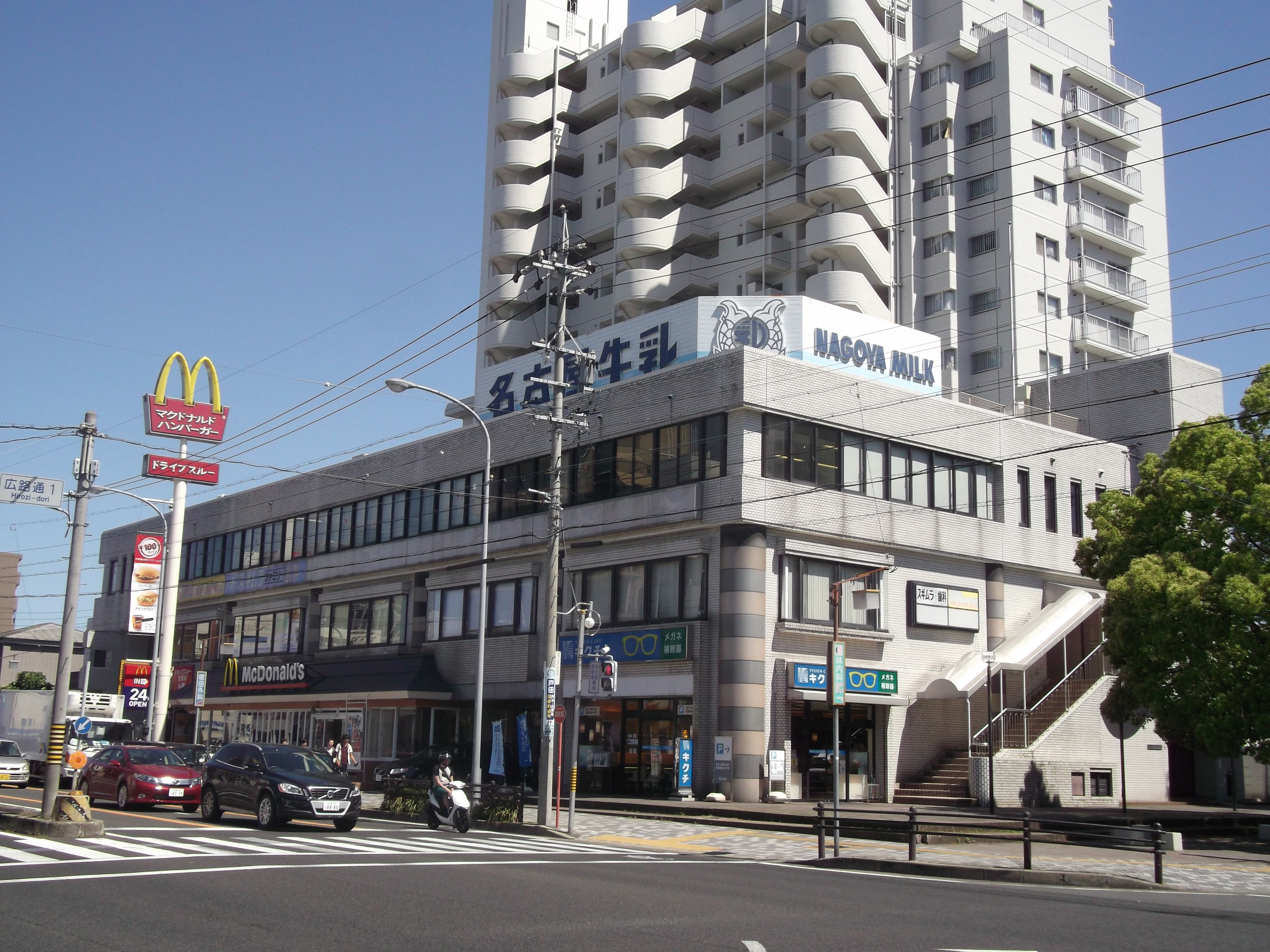
名古屋牛乳本社
- 川名公園

- 名古屋牛乳本社

## その他

### 日本郵便
- 郵便番号 : 466-0854[WEB 2]（集配局：昭和郵便局[WEB 7]）。

### WEB
1. 1 2  “町・丁目(大字)別、年齢(10歳階級)別公簿人口(全市・区別)”.   名古屋市 (2019年1月23日). 2019年1月23日閲覧。
2. 1 2  “郵便番号”.  日本郵便. 2019年1月6日閲覧。
3. ↑  “市外局番の一覧”.   総務省. 2019年1月6日閲覧。
4. ↑  “昭和区の町名一覧”.   名古屋市 (2015年10月21日). 2019年1月12日閲覧。
5. ↑  “市立小・中学校の通学区域一覧”.   名古屋市 (2018年11月10日). 2019年1月14日閲覧。
6. ↑  “平成29年度以降の愛知県公立高等学校（全日制課程）入学者選抜における通学区域並びに群及びグループ分け案について”.   愛知県教育委員会 (2015年2月16日). 2019年1月14日閲覧。
7. ↑  郵便番号簿 平成29年度版 - 日本郵便. 2019年01月06日閲覧 (PDF)

### 書籍
1. 1 2  名古屋市計画局 1992, p. 795.